# Héctor Bidoglio
Héctor Bidoglio (Rosario, 5 de fevereiro de 1968) é um ex-futebolista argentino naturalizado venezuelano que atuava como meia.

## Carreira
Héctor Bidoglio integrou a Seleção Venezuelana de Futebol na Copa América de 1999.